# میک جکسون (کارگردان)
میک جکسون (انگلیسی: Mick Jackson؛ زادهٔ ۴ اکتبر ۱۹۴۳) یک کارگردان سینما و تلویزیون و تهیه‌کننده اهل بریتانیا است.
وی همچنین برنده جوایزی همچون جایزه امی ساعات پربیننده شده است.

## فیلم‌شناسی

### تلویزیون
- ۱۹۷۸ ارتباطات، یک مستند تلویزیونی ۱۰ قسمتی که توسط «جیمز برک» اجرا شد.
- ۱۹۸۴ docufiction Threads, dramatising the aftermath از یک جنگ اتمی، به همراه Karen Meagher و ریس دینزدیل.[۱]
- ۱۹۸۷ Life Story, dramatising جیمز واتسون و فرانسیس کریک search for the structure of DNA به‌همراه جف گلدبلام و تیم پیگات-اسمیت
- ۱۹۸۸ اثر آلن پلاتر A Very British Coup، به‌همراه رای مک‌آنالی (رمانی از Chris Mullin ۱۹۸۲)
- ۱۹۹۵ Indictment: The McMartin Trial
- ۱۹۹۹ سه‌شنبه‌ها با موری، به‌همراه جک لمون (اقتباسی از رمان میچ آلبوم ۱۹۹۷)
- ۲۰۰۲ اچ‌بی‌او فیلم اقتباسی از Robert Wiener غیرداستانی Live from Baghdad، به‌همراه مایکل کیتون و هلنا بونهام کارتر
- ۲۰۰۶ Covert One: The Hades Factor
- ۲۰۱۰ تمپل گراندین , اچ‌بی‌او، بازیگران: کلیر دینز، کاترین اوهارا و جولیا اورموند.[۲]

### سینما
- چاتاهوچی (۱۹۸۹)
- داستان ال.ای (۱۹۹۱)
- بادیگارد (۱۹۹۲)
- تخته سنگ تمیز (۱۹۹۴)
- آتشفشان (۱۹۹۷)
- The First $20 Million Is Always the Hardest (۲۰۰۲)
- Denial (۲۰۱۶)